# 森倫太郎
森 倫太郎（もり りんたろう、1985年6月24日 - ）は、福岡県福岡市東区出身の元プロ野球選手（投手）。

## 来歴
中学生時代からボーイズリーグの福岡ニュースターズ（現・福岡中央ボーイズ）で硬式野球を始める。外野手として在籍中に3度の全国大会出場を経験している。福岡県内の沖学園高等学校に進学。2年生までは主に外野手としてプレーし、その後は遠投120メートルの強肩を活かし投手に転向。最後の夏は県大会進出直前の3回戦で筑陽学園に敗退した。
高校卒業後は九州産業大学に進学するも1年で中退し渡米。野球学校に入学した。
帰国後の2006年、プロ野球独立リーグ・四国アイランドリーグ（2008年より四国・九州アイランドリーグ、現・四国アイランドリーグplus）の徳島インディゴソックスに入団。プロ野球選手となる。2007年シーズン中の9月に退団後、いったん愛媛マンダリンパイレーツの練習生となるが、2008年の福岡レッドワーブラーズ発足に際して入団。移籍初年度の2008年は、前期はリリーフ主体、後期は浦川大輔や角野雅俊らの故障により先発として起用された。2009年には、野手が故障で離脱したことから代走としても起用され、その後監督の森山良二の提案により外野手もこなした。投手としては全シーズンを通じて与四球が奪三振を上回り、防御率が5点を下回ったことはなかった。
2009年シーズン限りで福岡がリーグ戦参加を休止するとともに退団。
2013年9月より福岡市東区二又瀬に、あうん整骨院を開業し代表を務める。
2016年6月から2018年3月まで沖学園高等学校にて野球部ヘッドコーチ就任。この2年間に育成した59期生が初の甲子園出場を達成（2回戦で大阪桐蔭高等学校に敗退）。

## 詳細情報
以下の数値は四国アイランドリーグplusウェブサイト掲載の各シーズン選手成績による。

### 年度別打撃成績
| 年 度    | 球 団    | 打 率 | 試 合 | 打 席 | 打 数 | 得 点 | 安 打 | 二 塁 打 | 三 塁 打 | 本 塁 打 | 打 点 | 三 振 | 四 球 | 死 球 | 犠 打 | 犠 飛 | 盗 塁 | 長 打 率 | 出 塁 率 |
| -------- | -------- | ----- | ----- | ----- | ----- | ----- | ----- | -------- | -------- | -------- | ----- | ----- | ----- | ----- | ----- | ----- | ----- | -------- | -------- |
| 2009     | 福岡     | .228  | 33    | 77    | 57    | 6     | 13    | 2        | 0        | 0        | 2     | 14    | 11    | 2     | 7     | 0     | 3     | .263     | .371     |
| 通算:1年 | 通算:1年 | .228  | 33    | 77    | 57    | 6     | 13    | 2        | 0        | 0        | 2     | 14    | 11    | 2     | 7     | 0     | 3     | .263     | .371     |

### 年度別投手成績
| 年 度    | 球 団    | 防 御 率 | 登 板 | 勝 利 | 敗 戦 | セ 丨 ブ | 完 投 | 完 封 | 無 四 球 | 投 球 回 | 打 者 | 被 安 打 | 被 本 塁 打 | 奪 三 振 | 与 四 球 | 与 死 球 | 失 点 | 自 責 点 |
| -------- | -------- | -------- | ----- | ----- | ----- | -------- | ----- | ----- | -------- | -------- | ----- | -------- | ----------- | -------- | -------- | -------- | ----- | -------- |
| 2006     | 徳島     | 9.00     | 9     | 0     | 1     | 0        | 0     | 0     | 0        | 10.0     | 54    | 12       | 0           | 7        | 15       | 1        | 12    | 10       |
| 2007     | 徳島     | 6.87     | 15    | 0     | 1     | 0        | 0     | 0     | 0        | 18.1     | 91    | 22       | 1           | 8        | 11       | 6        | 21    | 14       |
| 2008     | 福岡     | 5.25     | 13    | 2     | 3     | 0        | 1     | 0     | 0        | 48.0     | 214   | 45       | 2           | 15       | 28       | 6        | 34    | 28       |
| 2009     | 福岡     | 17.05    | 4     | 0     | 1     | 0        | 0     | 0     | 0        | 6.1      | 48    | 17       | 0           | 3        | 10       | 1        | 15    | 12       |
| 通算:4年 | 通算:4年 | 6.97     | 41    | 2     | 6     | 0        | 1     | 0     | 0        | 82.2     | 407   | 96       | 3           | 33       | 64       | 14       | 82    | 64       |